# Liste der Bodendenkmäler in Hohenaltheim
Auf dieser Seite sind die Bodendenkmäler in der schwäbischen Gemeinde Hohenaltheim zusammengestellt. Diese Tabelle ist eine Teilliste der Liste der Bodendenkmäler in Bayern. Grundlage ist die Bayerische Denkmalliste, die auf Basis des Bayerischen Denkmalschutzgesetzes vom 1. Oktober 1973 erstmals erstellt wurde und seither durch das Bayerische Landesamt für Denkmalpflege geführt wird. Die folgenden Angaben ersetzen nicht die rechtsverbindliche Auskunft der Denkmalschutzbehörde.

## Bodendenkmäler in Hohenaltheim
| Lage       | Objekt                                                                                                | Akten-Nr.     | Bild |
| ---------- | --- | ------------- | ---- |
| (Standort) | Mittelalterliche und frühneuzeitliche Befunde im Bereich der Burgruine Hochhaus.                      | D-7-7228-0027 |      |
| (Standort) | Grabhügel vorgeschichtlicher Zeitstellung.                                                            | D-7-7228-0028 |      |
| (Standort) | Grabhügel vorgeschichtlicher Zeitstellung.                                                            | D-7-7228-0029 |      |
| (Standort) | Grabhügel vorgeschichtlicher Zeitstellung.                                                            | D-7-7228-0030 |      |
| (Standort) | Grabhügel vorgeschichtlicher Zeitstellung.                                                            | D-7-7228-0066 |      |
| (Standort) | Grabhügel vorgeschichtlicher Zeitstellung.                                                            | D-7-7229-0094 |      |
| (Standort) | Siedlung des Mittelneolithikums, der Latènezeit und der Völkerwanderungszeit.                         | D-7-7229-0095 |      |
| (Standort) | Villa rustica der römischen Kaiserzeit.                                                               | D-7-7229-0096 |      |
| (Standort) | Grabhügel vorgeschichtlicher Zeitstellung.                                                            | D-7-7229-0098 |      |
| (Standort) | Höhle mit Funden der Altheimer Kultur und des Mittelalters.                                           | D-7-7229-0103 |      |
| (Standort) | Siedlung der Urnenfelderzeit.                                                                         | D-7-7229-0105 |      |
| (Standort) | Kultplatz frühgeschichtlicher oder mittelalterlicher Zeitstellung.                                    | D-7-7229-0106 |      |
| (Standort) | Siedlung des Neolithikums und der Urnenfelderzeit.                                                    | D-7-7229-0107 |      |
| (Standort) | Freilandstation des Paläolithikums und des Mesolithikums, Siedlung des Neolithikums                   | D-7-7229-0109 |      |
| (Standort) | Siedlung des Neolithikums, der Bronze-, Urnenfelder-, Hallstatt- und Latènezeit.                      | D-7-7229-0110 |      |
| (Standort) | Siedlung des Neolithikums, der Urnenfelder-, Hallstatt- und Latènezeit sowie der römischen Kaiserzeit | D-7-7229-0111 |      |
| (Standort) | Siedlung der Hallstatt- und Latènezeit.                                                               | D-7-7229-0112 |      |
| (Standort) | Siedlung des Jung- und Endneolithikums, der Bronze- und der frühen Hallstattzeit                      | D-7-7229-0115 |      |
| (Standort) | Grabhügel vorgeschichtlicher Zeitstellung.                                                            | D-7-7229-0117 |      |
| (Standort) | Freilandstation des Paläolithikums, Siedlung des Neolithikums.                                        | D-7-7229-0128 |      |
| (Standort) | Siedlung vorgeschichtlicher Zeitstellung.                                                             | D-7-7229-0315 |      |
| (Standort) | Siedlung des Neolithikums.                                                                            | D-7-7229-0316 |      |
| (Standort) | Villa rustica der römischen Kaiserzeit.                                                               | D-7-7229-0347 |      |
| (Standort) | Hallstattzeitlicher Herrenhof.                                                                        | D-7-7229-0348 |      |
| (Standort) | Freilandstation des Mesolithikums, Siedlung der Altheimer Kultur und der Latènezeit.                  | D-7-7229-0353 |      |
| (Standort) | Siedlung des Neolithikums und der Latènezeit.                                                         | D-7-7229-0354 |      |
| (Standort) | Siedlung der Hallstattzeit.                                                                           | D-7-7229-0355 |      |
| (Standort) | Siedlung der Hallstattzeit.                                                                           | D-7-7229-0356 |      |
| (Standort) | Siedlung der Bronze-, Urnenfelder- und Hallstattzeit.                                                 | D-7-7229-0357 |      |
| (Standort) | Siedlung der Hallstattzeit.                                                                           | D-7-7229-0358 |      |
| (Standort) | Siedlung der Bronze-, Urnenfelder- und Hallstattzeit.                                                 | D-7-7229-0359 |      |
| (Standort) | Siedlung des Neolithikums, der Bronzezeit und der Hallstattzeit, Befestigung                          | D-7-7229-0360 |      |
| (Standort) | Siedlung der Urnenfelderzeit.                                                                         | D-7-7229-0361 |      |
| (Standort) | Siedlung vorgeschichtlicher Zeitstellung.                                                             | D-7-7229-0462 |      |
| (Standort) | Mittelalterliche und frühneuzeitliche Befunde im Bereich der Evang.-Luth. Pfarrkirche                 | D-7-7229-0463 |      |
| (Standort) | Mittelalterliche und frühneuzeitliche Befunde im Bereich von Schloss Hohenaltheim                     | D-7-7229-0464 |      |